# Friedrich Borchard
Friedrich Borchard (* 1804 in Moers; † 1857 in Köln) war ein deutscher Rechtsanwalt und Parlamentarier.

## Leben
Friedrich Borchard studierte an der Ruprecht-Karls-Universität Heidelberg Rechtswissenschaft. 1824 wurde er Mitglied des Corps Guestphalia Heidelberg. Nach dem Studium ließ er sich in Köln als Advokat nieder. 1848 wurde er in die Preußische Nationalversammlung gewählt. Anschließend saß er 1849 in der ersten Legislaturperiode in der Zweiten Kammer des Preußischen Landtags, dem späteren Preußischen Abgeordnetenhaus. Als Abgeordneter des Wahlkreises Trier gehörte er der Fraktion der Äußersten Linken an.